# G. D. H. Cole
George Douglas Howard Cole (25 de setembro de 1889 - 14 de janeiro 1959)  foi um  teórico político, economista, escritor e historiador inglês.  Como socialista libertário ele foi membro por muitos anos da Sociedade Fabiana  e um advogado do movimento cooperativo.

## Socialismo
Cole se interessou pelo Socialismo Fabiano enquanto estudava no Balliol College em Oxford, posteriormente ingressou como executivo na Sociedade Fabiana
sob o patrocínio do Sidney Webb. Cole tornou-se o principal defensor das idéias da Aliança Socialista, uma alternativa socialista libertária ao socialismo marxista. Essas idéias ele publicou no The New Age, antes e durante a Primeira Guerra Mundial, e também nas páginas do New Statesman, o semanário fundado pelo casal Webb e por George Bernard Shaw.
Nem marxista nem social-democrata, Cole imaginou um socialismo de associação descentralizada e com uma democracia ativa, participativa, cujas unidades básicas seriam instaladas no local de trabalho e na comunidade, e não em qualquer aparelho central do Estado.
Cole exerceu uma poderosa influência sobre a vida do jovem Harold Wilson, a quem ele ensinou, trabalhou com e convenceu a se juntar ao Partido Trabalhista.[carece de fontes?]

## Estudos cooperativos
Cole também era um teórico do movimento cooperativo, e editou uma série de artigos no campo da economia cooperativa e no estudo da História do Cooperativismo. Em particular, o seu livro "The British Co-operative Movement in a Socialist Society" analisou a situação econômica dos movimentos cooperativos britânicos e avaliou a sua possibilidade de conseguir uma comunidade cooperativista sem ajuda do Estado e, a hipótese do papel que o movimento cooperativo podia ter em um  Estado socialista
Um segundo livro, A Century of Co-operation, examinou a história do movimento cooperativo desde as primeiras cooperativas, com a contribuição dos cartistas e de Robert Owen, bem como o desenvolvimento do movimento na Grã-Bretanha ao longo do século seguinte.